# Ботсванская кухня
Кухня Ботсваны (англ. cuisine of Botswana, тсвана Mefuta ya dijo tsa lefatshe la Botswana) имеет общие черты с другими кухнями Южной Африки. Примеры традиционной еды народа тсвана — угали (ugali, pap) и samp (разновидности каш из кукурузной крупы), vetkoek (жареный пирожок), гусеницы мопане, жареные или копчёные. Блюдо, уникальное для Ботсваны, это seswaa: отварное солёное молотое мясо, которое подают с кашами или другим гарниром.

## Традиционные продукты
Рынки Ботсваны изобилуют разнообразными продуктами, которые частично выращиваются в стране с использованием орошения, а частично импортируются из соседних стран. В Ботсване разводится большое количество крупного рогатого скота — источника высококачественной говядины. Говядина — самое популярное мясо, за которым следует козье. Распространены также мясо ягнёнка, баранина, курица. Речная рыба также является частью кухни Ботсваны.
Гусеницы бабочек Gonimbrasia belina, носящие местное название «мопане», происходящее от дерева мопане, в Южной Африке считаются деликатесом. Из них готовят особый суп. Традиционный метод сохранения гусениц состоит в том, чтобы высушить их на солнце или закоптить, в результате чего они приобретают дополнительный аромат. Промышленный метод — консервирование гусениц в рассоле. В отдельных районах эти гусеницы настолько популярны, что в сезон их появления существенно падают продажи говядины и мяса других животных. В Ботсване их часто продают большими пакетами в сушеном виде, как любые другие сухие продукты.
Сорго и кукуруза являются основными зерновыми культурами, выращиваемыми в Ботсване. Пшеница, рис и другие злаки, не выращиваемые в стране, импортируются. На полях собирают много разных видов бобовых, в том числе Коровий горох, ditloo и letlhodi. Выращивается арахис. Из овощей произрастают шпинат, морковь, капуста, лук, картофель, помидоры, батат и салат. Также используют дикорастущие сезонные овощи: thepe и бамию. Сушёные листья бобовых — популярная еда в Ботсване.
Присутствуют и многие фрукты, в том числе марула, из которой делают знаменитый ликёр Амарула. В сезон обильны арбузы, дикий предок которых, как предполагают, рос когда-то на территории Ботсваны. Также выращивается вид дыни, называемый lerotse или lekatane. В песчаных пустынных районах некоторые виды дикой дыни являются важным источником пищи и воды. Многие овощи доступны только в определённый сезон, и обычно их сушат или солят. В стране существует много разных способов приготовления сушёных овощей. За пределами Ботсваны также широко известен кивано, плод травянистой лианы семейства Тыквенные, одомашненной на территории страны.

## Популярные блюда
Сесваа (тсвана Seswaa, chotlho, leswao) — очень популярное традиционное мясное блюдо, которое готовят для особых случаев. Обычно его приготовлением занимаются мужчины. Мясо отваривают в железном котле в солёной воде, пока оно не станет достаточно мягким. Другое популярное блюдо — serobe, которое представляет собой кишечник и другие внутренности козы, овцы или коровы, которые готовятся до мягкости. Если это овца или коза, используются и очищенные копытца.
Куры, выращенные на свободном выпасе, считаются вкуснее, чем коммерчески выращенные.
Кашу богобе готовят из кукурузной или пшеничной муки или муки из сорго, отваривая их в небольшом количестве воды на малом огне, так что каша превращается в мягкую пасту. Другой рецепт — добавить в богобе кислое молоко и дыню (lerotse). Иногда сорго или кукурузу сбраживают, добавляя молоко и сахар. Это блюдо называется ting. Без молока и сахара тинг едят с мясом или овощами на обед или ужин.
Пшеничная мука не входит в традиционную кухню, но она доступна в Ботсване, ввиду чего появилось несколько популярных рецептов хлеба. Наиболее популярны клёцки матлебекване, плоские лепёшки diphaphatha и пончики magwinya. Их готовят по-разному, например, варят с мясом, готовят в горячем масле или в горячих углях.
Популярные продукты в отдалённых районах включают бобы Tylosema esculentum, клубни диких растений и съедобные грибы Гусениц мопане готовят в горячей золе, варят или сушат, а затем жарят.

## Напитки
На заводах в Ботсване производятся безалкогольные и алкогольные напитки, в том числе Fanta и Coca-Cola. Местные бренды пива — Castle и Lion. Молоко сбраживается для получения «мадилы» (кислого молока), которую употребляют отдельно или добавляют в кашу. Самый популярный безалкогольный домашний напиток в Ботсване — имбирное пиво.
Существуют различные традиционные алкогольные напитки: Bojalwa ja Setswana («пиво Ботсваны») варится из сорго. Племена Каланга (Бакаланга) варят пиво из проса. Популярно пиво чибуку, сваренное из кукурузы или сорго. Чибуку также варят в других соседних странах, таких как Малави, ЮАР (Umqombothi beer), Замбия и Зимбабве. Напиток хади (khadi) варится из различных ингредиентов, в частности, лесных ягод, он популярен среди ботсванцев с низким доходом.